# 日野資康
日野 資康（ひの すけやす、貞治4年/正平3年〈1348年〉 - 明徳元年/元中7年〈1390年〉）は、南北朝時代の公卿。藤原北家真夏流日野家、日野時光の次男。官位は従一位・権大納言。「裏松」を家号として裏松 資康（うらまつ すけやす）と称した。室町幕府5代将軍・足利義量は外孫にあたる。

## 経歴
永和4年/天授4年（1378年）3月、正四位上左大弁兼蔵人頭（頭弁）から左大弁兼参議に進み、同年12月13日に従三位・権中納言に任ぜられる。2年後に按察使を兼任。永徳元年/弘和元年（1381年）に正三位を経て従二位に叙され、翌永徳2年/弘和2年（1382年）には後円融院の院執権になる。永徳3年/弘和3年（1383年）には按察使を辞して代わって左衛門督・検非違使別当を兼ねる。
至徳元年/元中元年（1384年）に正二位に叙される。至徳3年/元中3年（1386年）1月にに院執権を辞し、同年11月に権大納言に任ぜられる。嘉慶2年/元中5年（1388年）に一旦権大納言を辞しているが、明徳元年/元中7年（1390年）に再任される。8月に病が重く、同月9日に従一位に叙されるが、翌10日に死去した。
妹・業子と娘・康子が3代将軍・足利義満の御台所となったことが急激な昇進につながり、同じく娘・栄子も資康の没後に4代将軍・足利義持の御台所となり、5代将軍・足利義量を生んでいる。日野家の家督は弟・資教が継ぎ、資康は裏松家を名乗ったが、文安5年（1448年）に玄孫・裏松勝光（8代将軍足利義政御台所日野富子の兄）が断絶した宗家を継承して子孫は日野家を家名としたことから、後世においては資康以降の裏松家の人々も「日野」と呼ばれることになる。

## 系譜
- 正室：池尻殿（出自不詳） - 従三位
  - 女子：康子 - 足利義満継室
  - 男子：重光
- 妾：西向殿（応永31年（1424年）に70歳で没）
  - 女子：栄子 - 足利義持の正室
- 生母不明の子女
  - 男子：烏丸豊光

### 関連文献
- 家永遵嗣, 水野圭士, 林哲民, タトヤン-ディミトリ, ほか「解説と翻刻 国立公文書館所蔵『初任大饗記』, 国立歴史民俗博物館所蔵『義満公任槐召仰議并大饗雑事記』 : 付 国立国会図書館所蔵『永享四七廿五室町殿御亭〈大饗指図〉』」『人文』第17号、学習院大学人文科学研究所、2019年3月、CRID 1050282677908099712、hdl:10959/00004640、ISSN 1881-7920。